# Биологична мембрана
Биологична мембрана или биомембрана е бариера, създадена от амфипатен слой, който играе ролята на опаковка във или около клетката. Почти винаги е направен от фосфолипиди, образуващи двоен слой (двупластова ципа), като включват холестерол, интегрални мембранни протеини действуващи като йонни канали, аквапори и йонни помпи.

## Функция
Мембраната дефинира обхванатото от нея клетъчно или компартментно пространство в клетката, за поддържане на определена биохимична среда различна от заобикалящата я. Например, мембраните на пероксизомите обгръщат пероксидните молекули, предотвратявайнки изтичането им в цитозола и повреждането на клетъчните органели. Органели, дефинирани от мембрани, се наричат мембранни или мембранозни органели.
Най-важното качество на биомембраната е нейната избирателна пропускливост. Избирателната пропускливост на клетъчната мембрана се дължи най-вече на мембранните протеини: рецептори, транспортери, котранспортери и канали. Това ще рече, че размера, електрическия заряд, химическите свойства на атомите, йоните и молекулите, опитващи се да проникнат в клетката или в органелите, се преценяват грижливо, преди да им се позволи да прекосят границата. От есенциално значение е дали биомембраната ще има ефективност в ограждането на клетката от околната ѝ среда. Биомембраните имат определена еластичност. Ако частица е прекалено голяма, за да влезе в клетката, тя бива поета чрез ендоцитоза.
Друга основна функция на клетъчната мембрана е нейната функция на кондензатор. Двойният слой фосфолипиди разделят електрично външната от вътршната клетъчна среда, което позволява на клетката да създаде електрохимичен градиент. Благодарение на електрохимичния градиент е възможна електрическата активност на клетките: неврони, сърдечни, мускулни клетки и др. С изучаването на елекрическата активност на клетки, тъкани, органи и организми се занимава електрофизиологията.

## Модели
Правени са многобройни опити да се обясни чрез теоретичен модел структурата на биологичните мембрани, още отпреди доказването на тяхното съществуване през 1930 г.

### Ранни хипотези
- 1899 г., Е. Обертон – хипотеза за наличието на граничен слой на клетката. Основава се на наблюдаваните избирателни свойства на клетката при осмоза. Предполага външен липиден слой, съдържащ холестерол, мастни киселини и лецитин.
- 1931 г., Дж. Плове – предполага еластичност на външния слой. Обособява го от вътрешното съдържимо и го нарича мембрана.
- 1925 г., Гьортер и Грендел – предлагат идеята за двоен липиден слой, в който полярните главици на липидите от всеки слой са насочени съответно към вътрешността на клетката и към външното пространство. До този извод стигат, като извличат мембрана на еритроцит, разстилат съставящите я липиди на един слой и установяват, че площта му е два пъти по-голяма от площта на еритроцита.

### Интерфазов модел
1935 г., Даниели и Харви – допълват идеята за двойния липиден слой с наличието на белтъци. Те намаляват напрежението на границата между водната и липидната фаза до измерените стойности.

### Модел „сандвич“
1935 г., Даниели и Даусън – Доразвиват интерфазовия модел. Предполагат наличието на хидратирани белтъци и от двете страни на липдния бислой. Не е уточнена дебелината на мембраната. Този модел е статичен, симетричен и универсален.

### Модер на унитарната биологична мембрана
1959 г., Дж. Робертсън – използва наблюдения с електронен микроскоп, с който за първи път могат да се видят клетъчни мембрани като три слоя. предлага хипотезата за мембрана, дебела 7.5нм и състояща се от липиден бислой от 3.5нм и два белтъчни слоя от по 2нм, покриващи полярните главици на липидите от двете страни на мембраната. Този модел предполага да е универсален за всяка клетка, статичен, и с известна асиметрия между слоевете. Но не обяснява функциите за транспорт през мембраната.

### Течно-мозаечен модел (липидно езеро)
1972 г., С. Синджър и Г. Никълсън – основан е на липидния бислой, но в него са и потопени глобуларни белтъци, които „плуват“ в него. Тези белтъци притежават амфипатичен характер, т.е. едни участъци от тях са хидрофилни и излизат от липидния слой, а други са хидрофобни и са потопени в липидната фаза. Този модел има морфологична и функционална асиметрия на мембраните и динамичност в белтъчния състав. Неуниверсален модел – приложим е за мембрани с по-голямо съдържание на липиди.

### Бимодален белтъчен модел (белтъчен кристал)
1970 г., Вандеркоой и Грийн; 1972 г., Грийн и Брухер – добавят към модела на липидното езеро участъци, в които липидният бислой е заместен с белтъчен кристал – бислой от белтъци с поведение на мембранни липиди, благодарение на разполагане на съответстващи хидрофилни и хидрофобни участъци. Белтъчните кристали образуват здрава и неподвижна „рамка“, за която са закрепени и обездвижени рецепторни белтъци. Този модел е динамичен, асиметричен и неуниверсален – приложим е за мембрани с високо съдържание на специфичните белтъци, участващи в белтъчните кристали, например спектрин.
Понякога в една и съща мембрана може да има различни участъци, структурирани едни според модела на белтъчния кристал, а други според модела на липидното езеро.

## Мембранен генезис
Въпреки че преобладаващото количество мембрани в клетката постоянно се рециклира, се наблюдава и синтез на нови мембрани и тяхното разрушаване. За синтеза им е необходима мембрана-матрица, по която да се възстанови асиметричната ѝ структура. В извънклетъчни условия мембранните компоненти могат да се самоорганизират в протомембрани, но те нямат специфичната асиметричност на биомембраните в клетката.

## Видове биологична мембрана
- клетъчна мембрана
- лигавична мембрана
- S-слой